# Hugh Clapperton
Hugh Clapperton (18 de maig de 1788 - 12 d'abril de 1827) va ser un viatger i explorador escocès que es va aventurar a l'Àfrica Occidental i Central.

## Biografia
Va néixer a Annan, Dumfriesshire, on el seu pare hi exercia de cirurgià. Va estudiar matemàtiques aplicades i navegació i als tretze anys era aprenent en un veler que comerciava entre Liverpool i l'Amèrica del Nord. Després de diversos viatges a través de l'oceà Atlàntic es va allistar a la marina, on va aconseguir el grau de guardiamarina. Va entrar en acció durant les Guerres Napoleòniques, i en l'atac de Port Louis a Maurici al novembre de 1810 va ser el primer a arriar la bandera francesa.
El 1814 va anar al Canadà on va ser ascendit a tinent, i li van donar el comandament d'un canoner als llacs canadencs. El 1817, quan es va dissoldre la flotilla, va tornar a casa i va passar a la reserva. El 1820 es va traslladar a Edimburg, on va conèixer en Walter Oudney, que li va fer interessar-se pels viatges africans.
El tinent G. F. Lyon havia tornat d'un viatge infructuós des de Trípoli a Bornu, i això que havia decidit al govern britànic a finançar una segona expedició a la regió. Oudney va ser nomenat per Lord Bathurst, secretari colonial, per marxar com a cònsol acompanyat de Hugh Clapperton i Dixon Denham. Des Trípoli, al començament de 1822, van marxar cap al sud a Murzuk on van visitar l'oasi de Ghat. El 17 de febrer de 1823 van arribar a Kuka, a Bornu, i foren els primers europeus que varen veure el llac Txad. Van romandre al país fins al 14 de desembre, quan van partir a explorar el curs del riu Níger.
A Murmur, camí de Kano, Oudney va morir (gener de 1824). Clapperton va continuar fins a Sokoto, capital de l'Imperi Fulani on va haver de parar per ordre del Sultà Ahmadu Bello, a tot just cinc dies del Níger. Va tornar per Zaria i Katsina a Kuka, on es va reunir de nou amb Denham. Els dos viatgers van arribar a Trípoli el 26 de gener de 1825. Una crònica dels seus viatges va ser publicada com a  Narració dels viatges i descobriments a l'Àfrica del Nord i Central en els anys 1822-1823 i 1824 (1826).
Després de la seva tornada va ser ascendit a comandant i enviat en una altra expedició a l'Àfrica, després que el sultà Bello de Sokoto hagués obert les seves fronteres. Clapperton va desembarcar al golf de Benín i va començar la travessia al Níger el 7 de desembre de 1825 amb el seu criat Richard Lemon Lander, el Capità Pearce i el Dr Morrison, cirurgià de la marina i naturalista. Abans de passar un mes, Pearce i Morrison havien mort per febres. Clapperton continuar el seu viatge i travessant el territori ioruba creuà el Níger al gener de 1826 a Bussa, albirant el lloc on Mungo Park havia mort feia vint anys. Al juliol va arribar a Kano. Després va marxar a Sokoto pretenent arribar a Bornu. No obstant això el sultà el va detenir i Clapperton acabar emmalaltint de disenteria i morint a prop de Sokoto.
Clapperton es va convertir en el primer europeu a registrar observacions dels estats Hausses, que va visitar després de l'establiment de l'Imperi Sokoto o Imperi Fulani. El 1829 va sortir el Diari d'una Segona Expedició a l'interior d'Àfrica de Clapperton, que estava prologat per una breu biografia de Clapperton feta pel seu tiet, el Tinent Coronel S. Clapperton.
Richard Lemon Lander, que va portar amb ell el diari de viatges del seu mestre va publicar Crònica de l'última expedició del Capità Clapperton a Àfrica ... amb les subsegüents aventures de l'autor (Londres, 1830).